# 軍事学
軍事学（ぐんじがく、英: military studies, military science）は、軍事や国防に関する学問である。戦争学（war study）、国防学、防衛学とも呼ばれる。

## 概要
軍事学とは、最も広い意味において、戦争または軍事に関する現象を研究する学問である。総合的に見ると戦争、軍事力、戦略、戦術、統率、兵器さらに政治、地理、工学などの領域においても学際的な性格を持っているが、より厳密に捉えればそれは軍事力の運用に注目した社会科学的な狭義の軍事学を指す場合もある。用語法として兵学や軍学と言う場合は戦略学と戦術学の両面から研究する傾向にあり、防衛学と言う場合は国家戦略レベルにおける研究を指す場合もあるが、その区分は確定的なものではない。後述するように、歴史的には軍事学の成立は18世紀に啓蒙主義という時代精神を背景とした出来事であり、それまで戦争の遂行を一種の技術として見なしてきた戦争術(art of war, Kriegskunst)を退け、科学と見なす考え方から戦争学(sicence of war, Kriegwissenschaft)が成立したことに始まっている。
軍事学の基本的な問題群とは戦争に関連しており、現実主義の伝統に立脚された研究である。これは最も重要な軍事学者の一人クラウゼヴィッツによる「戦争の粗暴さをいとうあまり、その本質に目をそむけようとするのは、無益な努力であるだけでなく、道理に合わぬ努力でさえある」と述べている言明で端的に表明されている。つまり軍事学の立場は原則として人間の社会において戦争や暴力的な事態の発生が不可避であることを議論の大前提として受け入れている。このような軍事学の態度は国際関係論、政治学における現実主義の考え方を共有するものである。このような現実主義の態度が戦争に勝利するための研究へと軍事学を方向付けており、戦略や戦術、兵站などの軍事学の研究領域を規定している。その分野の区分についても後に詳述するが、基本的には戦争や紛争状態に関する研究、軍事組織や軍事制度に関する研究、戦略や作戦など軍事行動に関する研究がある。これらの問題について軍事学の研究では歴史的、実証的、数学的なアプローチがしばしば採用される。歴史的な方法とは軍事史の研究を通じて軍事問題の記述と教訓の抽出を行う伝統的なアプローチであり、実証主義的な方法においてはある対象や問題の分析と説明を観察を通じて検証する方法である。また数学的方法ではモデル化、予測、最適化などの手法を通じて意思決定や軍事行動の効果や問題を検討する。

## 分野
軍事学は社会科学の分野の研究に限られる場合もあるが、ここでは広義の軍事学を指す。

### 理科系

#### 理学
- 作戦研究（運用解析、オペレーションズ・リサーチ、Operations Research）：方程式、線形計画法、ゲーム理論、確率論、決定理論などの数理理論を応用した軍事シミュレーションや兵棋演習などの研究を行なう。
- その他、応用物理学・化学・工学・数学・情報学・暗号理論などの関連領域。

#### 工学
- 軍事土木学（military construction engineering）：築城や, 要塞などの軍事施設の構造や防護などについての研究を行う学問である。
  - 築城学（fortification）
- 兵器学：兵器の性能・使用・構造についての研究を行う学問である。兵器工学とも言う。
  - 火薬学（Explosives Engineering）：火薬及び火薬兵器の配合、爆破力、製造などについての研究を行う学問である。
  - 弾道学（Ballistics）：弾道の研究。射撃学とも。
  - 造兵学：兵器製造、兵器行政の研究。
- その他、機械工学、システム工学、情報工学、通信工学、航空工学（航空学）、船舶工学（造船学）などの関連領域。

#### 農学
- 食料安全保障（Food Security）
- その他、軍用糧食、栄養学など。

#### 医学
- 軍事医学（Military Medicine）：戦傷学や戦陣衛生学などの軍事的な観点から見た医学・衛生の研究である。航空医学や海洋医学、精神医学などの領域も一部に含めている。
  - 衛生学

### 文科系

#### 社会科学
- 地政学（Geopolitics）
- 戦略（Strategy）
  - 国家戦略
  - 軍事戦略
  - 核戦略
  - 戦略文化
- 戦術（用兵術、Tactics）：主に陸戦において部隊を指揮統制し、効果的に戦闘力を発揮する方法。
  - 海軍戦術：海戦
  - 航空戦術：航空戦
- 統率（Leadership）：軍事心理学などの観点から軍隊・戦場におけるリーダーシップの心理作用について取り扱う
- 軍政学（軍事行政学、Military Administration）：軍事力の造成・維持・管理・育成、すなわち軍事行政についての研究である。法学、財政学、行政学などの研究領域を含む。
  - 軍事法学（Military Law）は軍事に関する法的問題、特に軍法などについて研究する。
  - 軍制（Military System, Military Organisation）：軍事の指揮系統や部隊編制などの制度的な問題について研究する。
- 安全保障学（Security Studies）は国家の生存、繁栄、自由、平和を守ることについての理論や方法について研究する学問である。
  - 国家安全保障（狭義の国防学、国防論）
  - 国際安全保障
  - 危機管理
  - 軍備管理・軍縮
  - 政軍関係
  - 地域研究
- 戦時国際法（Law of War）：戦争に関する国際法を研究し、戦略戦術の採否や作戦行動の法的妥当性の根拠を検討する研究である。戦争法、国際人道法とも言う。
  - 開戦法規
  - 交戦法規
- 国防経済学（Defense Economics）
  - 経済安全保障
  - 軍事ケインズ主義
- 軍事社会学（Military Sociology）

- その他、政治学、経済学、国際関係学、組織論などの関連領域。

#### 人文学
- 軍事史学（Military History）：戦争、軍事力、戦略、戦術、兵器などの歴史についての研究である。その内容によって地域別に世界軍事史や日本軍事史、また内容別に軍制史、戦争史、作戦・戦闘史などに区別される場合もある。軍事研究に具体的な事例を提供する。
  - 海軍史（Naval History）
- 軍事心理学（Military psychology）：軍事的な観点、すなわち統率、士気、知能、戦闘ストレス反応、集団行動などを研究する学問である。
- 軍事地理学（Military geography）とは軍事的な観点から地理・地誌・緊要地形などについて研究を行う学問である。旧軍では兵要地学、兵要地誌とも言う。
- その他、言語学、文化人類学などの関連領域。

## 研究史
軍事問題に対する学問的な探求は古代より現代まで継続して発展してきた。ここでは学問として確立される18世紀から19世紀よりも前の時代についても触れながら、古代、中世、近世、近代、現代の時代区分を踏まえて軍事学の研究の歴史を描き出す。

### 戦争術の成立

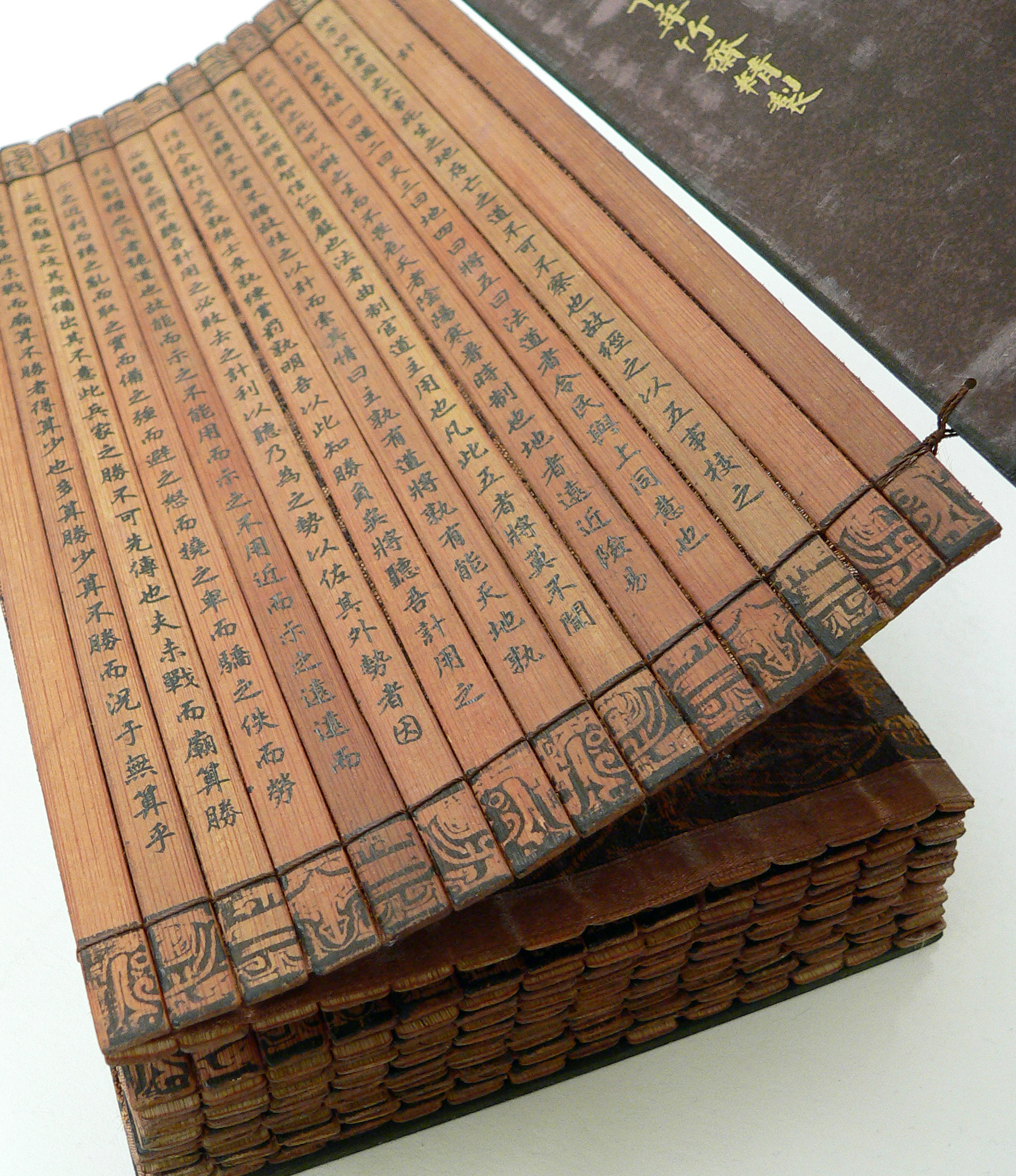
孫武『孫子』。

軍事問題についての研究は戦争に勝利するための方法を探究する研究として出発した。戦史の研究から戦争において勝利するための技術、戦争術（Art of war）が認識されるようになっていた。
東洋史では、紀元前6世紀には古代中国の兵家であった孫武は自著『孫子』を記して戦争を指導するための原理や方法について体系的に論じている。これらは最も古い西洋史では、紀元前5世紀に成立したヘロドトス『歴史』では、ペルシア戦争ではペルシア軍が直面した兵站の問題やギリシア遠征における陸軍と海軍の戦略、戦術の問題が取り上げられている。またトゥキディデス『戦史』でもペロポネソス戦争の原因についての考察、また海洋国家であるアテナイと大陸国家であるスパルタの軍事力の運用が分析的な観点から叙述されている。戦争術として成立したことによって戦場でも単調な正面攻撃だけでなく戦術的な包囲や突撃などの運用について新しい可能性がもたらされた。これらは軍事学の研究でありながらも、その古典的な価値が現代にも認められた著作である。
後に中国の軍事学の研究として『呉子』や『六韜』を含む武経七書が成立した。インドでも宰相カウティリヤによって帝王学の一環としてカウティリヤ『実利論』が執筆されている。
アレクサンドロス3世やハンニバルは優れた軍事戦略、戦術を駆使することができる戦争術の実践者であった。その過程でマケドニアのファランクス、ローマのレギオンなどの戦闘陣形が研究開発されてきた。4世紀に古代ローマの軍事著述家ヴェゲティウスは古代ローマ軍のレギオンの組織とその運用についての著述や史料を編纂した『古代ローマ人の軍制』を作成した。ヴェゲティウスは実際に戦略家や戦術家としての実績を持つわけではないが、ローマの衰退期において軍制改革のために軍事史の研究を残し、中世以後のヨーロッパの軍事思想にも影響を与えた。

### 戦争術の発展
古代と比べれば中世における軍事学の研究は理論的な考察よりも、従来からある歩兵と騎兵の戦闘技術の向上とそれらを運用するための軍事教義の開発と実践へと向けられている。東ローマ帝国ではその地政学的な環境などが誘因となって、ローマの軍事学の伝統を継承されている。マウリキウスは将軍であった578年に軍規や訓練の重要性、宿営地の構築方法などについて述べられた実践的な教範である『戦略（Strategicon)』を執筆している。またレオーン6世は900年ごろに、国家の重大事は農民を守護する軍隊と、軍隊を養う農民であると述べ、具体的に戦闘隊形や編制、騎兵戦術などのイスラム教徒との戦い方をまとめた『戦術（Tactica)』を記した。マウリキウスとレオーン6世は「戦略」の遠祖であり、戦略という用語が西欧で用いられるようになったのは18世紀に両者の著書が翻訳されたことによっている。

### 軍事におけるルネサンス

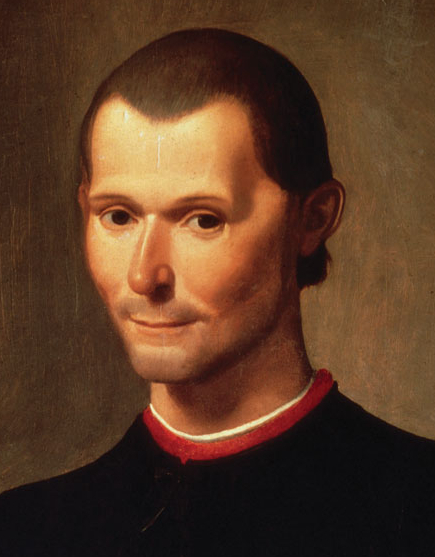
ニッコロ・マキャベリ。

15世紀ルネサンスの文化的、社会的な影響は軍事の領域においても重要な結果をもたした。この時期に開発された火薬や航海技術は戦争の様相を変える潜在性を持っていたためである。小銃、火砲の開発に伴ってそれまでにない砲兵が戦場に登場する変化が生じた。この変化は軍事思想の全面的な見直す必要を迫ることになり、フィレンツェの行政官ニッコロ・マキャヴェッリは『君主論』、『戦術論』を記して現実主義の政治思想を確立しただけでなく、ヴェゲティウスの文献研究を踏まえてローマ軍を模範とした軍制改革を主張した。またヨーロッパでの三十年戦争の経験はこの軍事学の研究を活発なものとし、オーストリアのモンテクッコリの『戦争論』、フランスのフォラール（en:Jean Charles, Chevalier Folard）の『戦争における新発見』、ピュイセギュールの『原理と原則による戦争術』によって古代ギリシア・ローマ戦史としての価値が見直されることとなった。また科学としての戦争学と技術としての戦争術の是非についての論争はこの時期に始まっており、フランスのサックスは『我が瞑想』で技術としての戦争術を主張する一方で、『軍事的回想』を残したイギリスのヘンリー・ロイドや『戦術一般論』を記したギベール伯爵（en:Jacques Antoine Hippolyte, Comte de Guibert）、『新戦争体系の精神』の著者ハインリッヒ・ディートリッヒ・フォン・ビューローは啓蒙主義の時代精神の元で戦争における科学的な原理や法則を明らかにすることを論じている。
このように再興された軍事学の研究成果は18世紀においてフリードリヒ大王によって活用され、七年戦争に見られる制限戦争の戦略思想をもたらし、また『プロイセン国王の将軍への軍事教令』などの著作が生み出された。さらに18世紀後半のフランス革命とともに登場したナポレオン・ボナパルトはナポレオン戦争において迅速な行軍と巧みな誘導を組み合わせて敵の側面または後方連絡線へ優勢な戦力を志向する運用でヨーロッパを征服していった。ナポレオン戦争の衝撃によりアントワーヌ・アンリ・ジョミニやカルル・フォン・クラウゼヴィッツによって近代的な戦争理論が基礎付けられることになる。ジョミニは『戦争概論』や『大陸軍作戦論』を残しているが、そこで彼が重視していたのは戦争に勝利するためには普遍的な原理に準拠する必要があるということであり、戦争を研究する科学的方法を示した。一方でクラウゼヴィッツは『戦争論』の中で戦争を技術として捉えながら、そこには暴力性と政治性という二重構造によって左右される社会的現象として捉える理論を構築した。これら戦争理論は以後の科学としての軍事学の発展にとって基礎的なパラダイムとなり、その後の研究を方向付けることとなった。

### 近代戦争科学の成熟
近代に国民国家体制が出現し、また軍事技術の革新がもたらされると戦争の様相はさらに変化を見せるようになった。プロイセン軍の軍人で『高級指揮官に与える教令』の作者モルトケや『カンネー』の著者シュリーフェンは統一的な指揮統制や兵站システム、作戦理論を整備して殲滅戦争の可能性を示した。このようなプロイセン軍に普仏戦争で敗北したフランス軍ではシャルル･アルダン・ドゥ・ピック（ en:Ardant du Picq ）が『戦闘の研究』で火力や人員などの物質的要素だけでなく兵士の錬度や士気の重要性を見直し、また同一の問題が帝国主義を背景とした植民地戦争を戦っていたトマス・ロベール・ブジョーやフェルディナン・フォッシュなどによっても認識されるようになる。アメリカでは南北戦争でジョミニの影響を受けたデニス・ハート・マハンが戦争科学を確立し、さらにアルフレッド・セイヤー・マハンによって海軍戦略についての体系的な研究が行われるようになっていた。マハンは『海上権力史論』でシーパワーの概念を示して海軍だけでなく海運や植民地などを含む国力の総合発揮の重要性を説き、また制海権の考え方から艦隊決戦の意義を重視していた。一方でイギリスの軍事学者ジュリアン・コーベットは『海洋戦略の諸原則』の中で水陸両用作戦の重要性に着目して海軍戦略とは異なる海洋戦略の確立に努めた。また経済的側面からロシア帝国のイヴァン・ブロッホはヨーロッパで大規模な戦争を予見する『将来の戦争』を執筆し、総動員体制に基づく長期的かつ大規模な被害をもたらす戦争の可能性を論じている。
第一次世界大戦と第二次世界大戦はそれまで考えられていた殲滅戦争の教義と艦隊決戦の海軍戦略、そして経済動員を総合し、国家の国力を全て投入して遂行される総力戦の様相を呈するものであった。戦線が膠着した結果、戦車や航空機など新しい軍事技術が開発され、また戦略や戦術を再構築された。航空機の導入に関連すれば、イタリアのドゥーエは論文『制空』を発表してエアパワーの意義と戦略爆撃の有効性を主張した。同様の戦略思想を示したアメリカの研究者にウィリアム・ミッチェルがいる。航空機の運用は艦隊決戦を重視する海軍戦略にも影響し、第二次世界大戦では航空母艦が海上作戦で航空打撃戦を担うようになっている。戦車の導入に関すればイギリスのジョン・フレデリック・チャールズ・フラーは『機甲戦』や『戦争科学の基礎』で機甲戦理論を確立しただけでなく、戦争の原則を基礎付けなおした。第二次世界大戦において『電撃戦』の著者ハインツ・グデーリアンによって参考とされ電撃戦の実践へ結びつく。また世界大戦の時期からは研究で数学的モデリングの手法が活用されるようになり、ランチェスターやオシポフ、リチャードソンの方程式に始まり、アメリカの軍部では科学者を動員してオペレーションズ・リサーチについての組織的な研究が開始された。

### 軍事科学の新しい問題
二次大戦の末期における核兵器の開発によって軍事学では核戦略研究が重要な焦点となっていった。イギリスの軍事学者リデル＝ハートは大戦略と間接アプローチ戦略の視座を示す『戦略論』の中で大戦略の下位概念として軍事戦略を位置づけ、また武力行使においても間接アプローチを採択する意義を主張した。アメリカのバーナード・ブロディは核兵器が開発された間もなく『絶対兵器』を発表し、今後の軍事的目標は戦争の勝利でなく抑止であると考察している。核戦略の理論構築のために核戦争に至らない程度の戦争として限定戦争という概念がオズグッド（en:Robert Osgood）により考案され、さらにキッシンジャーも『核兵器と外交政策』の中で限定的な核攻撃を活用することを論じた。作戦研究・戦略分析(Operations Research/Strategic Analysis, ORSA)などの数学的な研究方法は軍事学の中心的な方法論として確立され、戦略理論、計画立案、兵站支援、教育訓練などの領域へ導入された。例えばランド研究所のフォン・ノイマン、ハーマン・カーン、アルバート・ウォルステッター、シェリングはアメリカ軍事学において特に核戦略の領域で重要な研究業績を残している。しかしソビエトや社会主義国では革命戦略の成立が促され、二次大戦中に毛沢東が記した『遊撃戦論』の影響の下でキューバ革命の指導者チェ・ゲバラによる『ゲリラ戦争』、ベトナム戦争の指導者ボー・グエン・ザップの『人民の戦争・人民の軍隊』が書かれた。また革命や反乱が発生する国家に対して国際連合の下で効果的に介入するために国連事務総長ブトロス・ブトロス＝ガーリは提言書『平和への課題』で平和維持活動の改革を提起している。
核兵器、革命、平和構築という新しい軍事問題は軍事科学の伝統的な領域にとどまらない幅広い問題を提起しているが、同時に従来の問題領域においても新しい進展が認められる。通常作戦において現代ではエアパワーの役割はさらに大きくなっている。弾道ミサイルや航空機の研究開発が進んだことによって、地球上のあらゆる地点に対して従来にない速度で打撃を加えることが可能となった。冷戦期においてレーガン政権は実用化には至らなかったものの、敵のミサイルを地上から撃墜する国家ミサイル防衛の構想を示し、ブッシュ政権ではミサイル防衛として引き続き開発されている。さらにアメリカのジョン・ワーデン（en:John A. Warden III）は『航空作戦』の中でステルス技術や精密誘導爆撃などの技術革新を踏まえながら新しい戦略爆撃の概念を定義している。情報革命に起因する軍事における革命についても、アメリカのエリオット・コーエン（en:Elliot A. Cohen）などはハイテク兵器により戦争に迅速かつ少ない犠牲で勝利する可能性を指摘している。実際に湾岸戦争ではアメリカを中心とする多国籍軍はイラク軍に対して絶対的制空権を駆使した軍事作戦を実行した。電撃戦の教義を発展させ、航空戦力と機甲部隊を組み合わせたエアランド・バトルの教義が成果を挙げた。

## 軍事学の教育

### 軍事的啓蒙主義の勃興
軍事学の成立は軍事教育にとって歴史的な転換点となった。もともと軍学校として砲兵や工兵など特別な工学知識が必要な職種のための学校はあったが、軍事学を将校に教育する学校は18世紀中葉まで存在しなかった。1751年のフランス王立軍事学校さきがけとして、イギリスやプロイセンでも軍事学の研究教育に従事する機関が設置されるようになるが、本格的な軍事学のための高等教育機関が創設されたのはプロイセンであった。プロイセンではヴェーゼル要塞の司令シュリーフェン中将が1792年に「戦争術愛好家による愛国協会」をヴェーゼル近郊の駐屯地で勤務する設置し、軍事学の論文発表と検討会を開始した。これと同時期の1792年に軍事学者であったシャルンホルストは軍事専門知識を研究するための研究会の設置を主張した。1801年にシャルンホルストと他の9名の有志によってベルリン軍事協会と呼ばれる将校のサークルが立ち上げられ、ここが中心となって学術的かつ集団的な軍事学の研究が進められていった。入会規定にも匿名での論文審査が義務づけられ、18世紀当時の学術教会の入会審査を同様の基準が取り入れられた。この協会は1805年の軍隊動員令の発令に伴って3年間で解散することになったが、このサークルで軍事の学術的な研究が確立されていった。

### 軍事教育制度の進化
戦争についての学術的な研究が発展するに従って、19世紀初頭から高度な研究を行う機関が求められるようになっていった。それは既にフランスやイギリスでも設置されていたような貴族出身の将校に初歩的な戦闘訓練をほどこすような学校や技術的能力を向上させるための砲兵学校や工兵学校とは全く異なる性格を持つものであった。1810年にシャルンホルストがベルリンに設置した陸軍大学校(Kriegsakademie)は初めて軍の高等研究機関として設置された学校であり、入学のためには10日間にわたる試験に合格することが求められた。また教育課程は純粋に学問的な内容が整えられ、高等戦術学などの軍事学に留まらず、政治学、経済学、数学、地理学、法律学などが教育され、1850年代のヨーロッパにおいて多くの研究論文や文献を発表した。この陸軍大学校の次いでフランスでもサン･シールが幕僚業務の学校として幕僚大学を設置したが、1878年にはより学術的な研究と教育が行われる陸軍大学校(Ecole Militaire Superieure)が創設されている。イギリスでは1802年に既にヨーク公爵によって編成された王立軍事大学(Royal Military college)があったが、そこで設けられていた幕僚課程が1857年に幕僚学校として独立するまでは重要な役割を与えられていなかった。このように広がっていった高等軍事教育の改革は19世紀末には各国で推進されるようになっていき、軍事戦略や高等戦術に携わる幕僚、指揮官にはこのような学校で学ぶことが必須の条件であると認められるようになっていき、またそこが中心となって軍事学の研究が進められるようになっていった。プロイセンのモルトケ、フランスのフォッシュ、アメリカのマハン、イギリスのフラーなど、彼らはこの高等教育機関で教育と研究を行った軍事学者であった。

### 文民の軍事研究者の増大
軍事学は19世紀から20世紀にかけて軍人が軍学校において教育研究することが一般的であった。軍事学は民間人が取り組む学問とはみなされていなかった。しかし、ヨーロッパにおいては第一次世界大戦が勃発することをきっかけに軍事研究の重要性が広く認識されるようになる。戦略学や軍事史など教養的な分野を中心に一般の大学でも講義がもたれるようになっていった。イギリスでは1909年にオックスフォード大学オール・ソワルズ・カレッジにおいて軍事史の教授ポストが設置され、初代の教授にスペンサー・ウィルキンソンが就任している。。また戦略研究者リデル＝ハートが軍事評論家として活動を開始していた背景にもこのような軍事問題に対する一般的な関心の高まりがあった。第二次世界大戦の終結に伴って出現した冷戦構造と核戦争の危機は軍事問題に対する社会的関心をより強める結果となる。同時に軍事学の研究領域はさまざまな自然科学や人文科学、社会科学と関連しながら拡大していった。アメリカでは軍部が大学の研究者にさまざまな戦略問題に関する研究を委託するようになり、実際にこの時期のアメリカの軍事学の研究には政治学者のガブリエル・アーモンド、物理学者のハーマン・カーン、数学者のジョン・ナッシュなど多くの民間人が貢献している。軍事学の領域にはそれまで着目されてこなかった歴史学的、心理学的な問題へ広がり、また兵器システムの発展は物理学や化学の知識を必要とした。さらに軍事戦略や安全保障政策についても社会科学の理論が応用されるようになっている。

### 日本の軍事教育
日本のアカデミズムは特殊な事情もあり、軍事学を学術的な領域として容認していない。これには西洋に古典的な軍事研究があった一方で日本の軍事学は近世以降にようやく発展し、また近代において西洋から来た軍事学によって断絶しているため、一般的な教養としての性格を得ることができなかったことなどが影響していると思われる。そのため日本において教養人、インテリゲンチャの証明とは軍事に無知であることであり、軍事学について博識な人間、あるいは軍事的な専門性を習得した人間は視野狭窄で無知蒙昧な「軍国主義者」「右翼」であるという偏見があった。これは敗戦によって始まったものではなく、大正の頃から既に存在していた風潮であった。佐々木邦の『珍太郎日記』では軍隊での生活を取り上げて「子供の時の単純な頭脳を大人になっても持ち続けるやうでなくては軍人は決して勤まらない」などと述べている。また戦後において丸山真男は日本を戦争に導いたのは軍事に精通して右傾化していた「擬似インテリゲンチャ」または「亜インテリゲンチャ」であると述べている。日本以外の国では軍事学の講義が行われている一般の大学があるが、日本で軍事学講義を開講している一般の大学は殆どない。防衛大学校の授業では防衛学の講義が行われている。

## 文献解題

### 教科書・参考書
- 防衛大学校・防衛学研究会編『軍事学入門』かや書房、2000年

日本語で書かれた軍事学の概説書として代表的な著作。軍事力の理論とその歴史的発展、また陸海空各作戦などについて概観している。
- 防衛大学校・安全保障学研究会編『新訂第4版 安全保障学入門』亜紀書房、2009年

軍事的な安全保障だけでなく、国際安全保障や核政策、軍備管理などを包括的に扱った教科書。日本の安全保障に関する簡潔な解説も付いている。
- 石津朋之、永末聡、塚本勝也編著『戦略原論 軍事と平和のグランド・ストラテジー』日本経済新聞出版社、2010年

現代の戦略研究の成果を体系的に解説した教科書。古典的な戦略理論だけでなく、平和維持活動や核拡散問題、非対称戦争などの問題にも触れている。同じ出版社で入門書、石津朋之編『名著で学ぶ戦争論』日経ビジネス人文庫、2009年 がある。
- 前原透監修、片岡徹也編『戦略思想家事典』芙蓉書房出版、2003年

軍事思想史において重要な影響を与えた人物について記述した事典。主に近世から現代にかけての50名の人物を取り上げながら、彼らの経歴や思想を説明している。
- 真邉正行『防衛用語辞典』国書刊行会、2000年

軍事学における専門用語を収録した辞典。日本語の軍事用語を旧日本軍や自衛隊の用語法を区別しながら定義が述べられている。
- The Military Balance, The International Institute for Strategic Studies.

世界の軍事情勢についての調査と分析が述べられており、現状を確認するだけでなく過去の情勢を参照することもできる。
- ジョン・ベイリス、ジェームズ・ウィルツ、コリン・グレイ編、石津朋之 監訳『戦争論　現代世界の軍事と戦争（抄訳）』（勁草書房、2012年）

欧米で広く使われている標準テキストの基本部分を抄訳したもの。
- 野中郁次郎 編著『戦略論の名著　孫子、マキアヴェリから現代まで』（中公新書、2013年）

上記『名著で学ぶ戦争論』のように12冊の名著を選び解説している。

### 古典的作品
- 金谷治訳注『孫子』岩波文庫、同ワイド版

古代中国の兵法を論じた孫武の著作。戦略、戦術、統率など幅広い軍事問題について論じた歴史上先駆的な研究。
- 清水多吉訳『クラウゼヴィッツ 戦争論』 中公文庫（上・下）

戦争と戦闘、戦略についての理論に関する歴史的、古典的な著作。政治の延長としての戦争の概念を定式化した。
- ジョミニ、佐藤徳太郎訳『戦争概論』 中公文庫

戦いの原則、攻撃や防御など幅広い軍事問題の主題を扱った著作。戦略だけでなく戦術、兵站に関する考察も含まれている。
- アルフレッド・マハン、北村謙一訳『マハン 海軍戦略』 中央公論新社/ 麻田貞雄編訳『マハン 海上権力論集』講談社学術文庫

海上作戦における戦略の理論を論じた著作。海上交通路と制海権、シーパワーを体系化した。
- ドゥーエ著、瀬井勝公訳「制空」戦略研究学会編『戦略論大系6 ドゥーエ』芙蓉書房出版、

航空作戦における戦略の理論を述べた著作。戦略爆撃や制空権などの概念を提唱し、空軍の戦略を論じている。
- リデル・ハート、市川良一訳『戦略論 間接的アプローチ 上下』原書房、2010年

軍事戦略における間接アプローチの理論を提唱した著作。第一次世界大戦、第二次世界大戦についての分析が含まれている。
- Phillips, T. R. ed. Roots of strategy. Harrisburg, Pa.: Military Service, 1940.

ここで取り上げていないヴェゲティウスの『古代ローマ人の軍制』やナポレオンの『格言集』などの古典的な文献を解説、翻訳した著作。

### 軍事学の雑誌
- 『軍事研究』ジャパン・ミリタリー・レビュー
- 『国際安全保障』国際安全保障学会
- 『防衛学研究』防衛大学校防衛学研究会
- Adelphi Paper. The International Institute for Strategic Studies.
- Airpower Journal. US Air Force.
- Jane's International Defense Review. Jane's Information Group.
- International Security. The Program for Science and International Affiars Harvard University.
- Military Review. US Army Command and General Staff College.
- Strategic Review. United Stets Strategic Institute.
- Survival. The International Institute for Strategic Studies.
- US Naval Institute Proceedings. U.S. Naval Institute.